# Rebelstar
Rebelstar é um jogo estratégico para computador produzido em 1986, por Julian Gollop, e lançado para ZX Spectrum.